# アルバン・イヴァノフ
アルバン・イヴァノフ（Alban Ivanov、1984年9月10日 - ）はフランスのコメディアン、俳優。アルバン・イワノフとも表記される。

## 略歴
1984年にフランス・ナルボンヌで生まれ、イル＝ド＝フランスで育つ。11歳で喜劇に夢中になり、すぐに即興劇の劇団に入ると、役者に専念するために学業を諦め、1997年にイヴリーヌ県で俳優としての活動を本格的に始める。

## 主な出演作品
- 行進 La Marche (2013) - 活動家
- セラヴィ! Le sens de la fête (2017) - サミー
- シンク・オア・スイム イチかバチか俺たちの夢 Le grand bain (2018) - バジル
- ガーディアン24 Walter (2019) - ゴラン
- スクールライフ:パリの空の下で La Vie scolaire (2019) - ディラン
- スペシャルズ! 〜政府が潰そうとした自閉症ケア施設を守った男たちの実話〜 Hors normes (2019) - メナヘム
- クイーンズ・オブ・フィールド Une belle équipe (2019) - ミミル
- ザ・ラスト・マーセナリー Le Dernier Mercenaire (2021) - アレクサンドル・ラザール
- ショータイム! Les Folies fermières (2022) - ダヴィッド

## 受賞歴
『セラヴィ!』では共演のバンジャマン・ラヴェルネとともに第43回セザール賞の有望男優賞の候補に挙げられた が、最終ノミネートの5名に選ばれたのはラヴェルネだけだった。